# Exallonyx brevimala
Exallonyx brevimala är en stekelart som beskrevs av Henry Keith Townes, Jr. 1981. Exallonyx brevimala ingår i släktet Exallonyx, och familjen svartsteklar. Arten är reproducerande i Sverige.